# Cesano Boscone
Cesano Boscone là một đô thị ở tỉnh Milano, vùng Lombardia của Italia, khoảng6 km về phía tây nam của Milano.
Cesano Boscone giáp các đô thị sau:Milano, Corsico, Trezzano sul Naviglio.
Nhà thờ St. John the Baptist được nữ hoàng Lombard Theodolinda lập năm 613 sau khi bà chuyển sang Thiên chúa giáo.